# SN 1907A
SN 1907A – supernowa typu I odkryta 10 maja 1907 roku w galaktyce NGC 4674. W momencie odkrycia miała maksymalną jasność 13,50m.